# La última
La última (prt: A Última; bra: A Última Chance) é uma futura série de televisão espanhola original do Disney+ com tema musical, estrelada por Aitana Ocaña e Miguel Bernardeau. Aitana anunciou no domingo, 18 de setembro, durante seu show no WiZink Center, que fazia parte da segunda parte da turnê 11 Reasons Tour, que a série seria lançada em dezembro de 2022. Além disso, cantou com exclusividade a música que dá nome à série "La última". Em 18 de outubro de 2022, a Disney+ Espanha anunciou o lançamento da série, que será em 2 de dezembro de 2022, junto com um pôster promocional da série e um mini trailer. A série também estará disponível na América Latina através do Star+ e será lançada no mesmo dia.

## Sinopse
Candela (Aitana Ocaña) trabalha em uma empresa de logística enquanto persegue seu sonho de ser cantora. Sua vida muda uma noite quando um executivo de uma gravadora multinacional a ouve cantar em um bar. Naquela mesma noite, Candela encontra Diego (Miguel Bernardeau), um antigo colega de escola que luta para ser boxeador profissional.

## Elenco

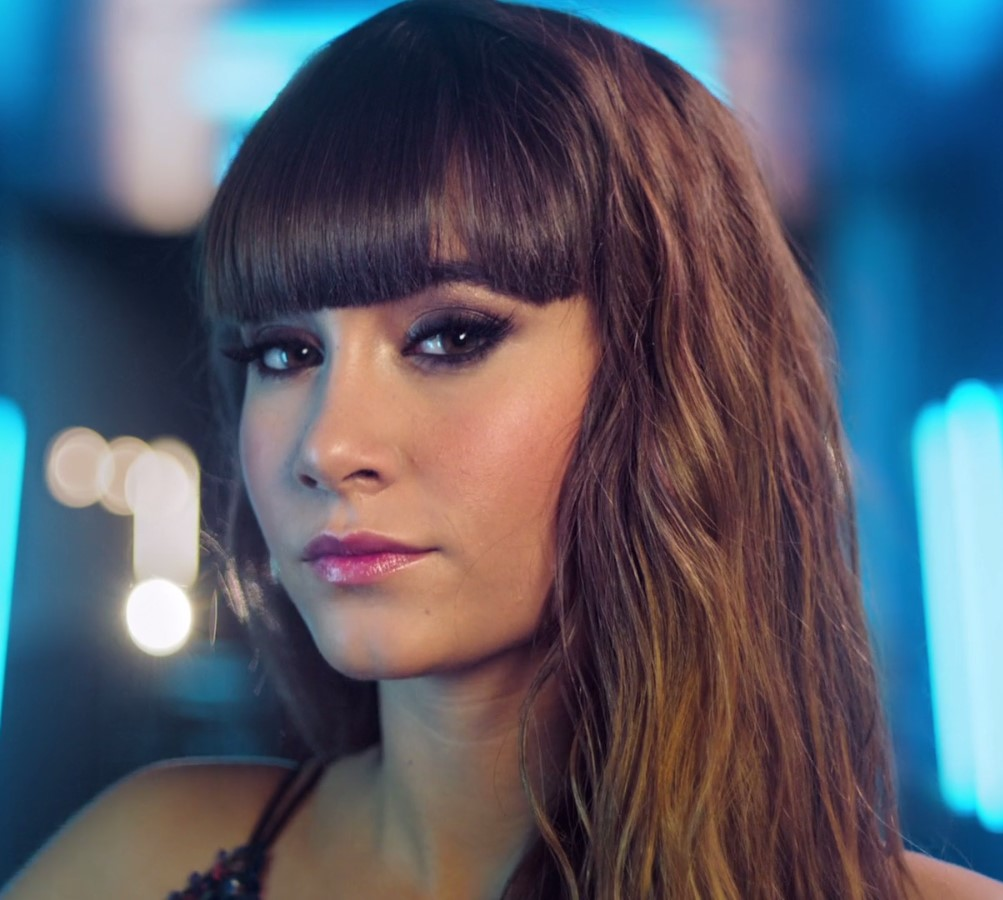
Aitana Ocaña é Candela

- Aitana Ocaña como Candela
- Miguel Bernardeau como Diego
- Carla Domínguez
- Sandra Cervera
- Aitor Luna
- Carmela Martins
- Jorge Motos
- Jelen García
- David Castillo
- Luis Zahera

## Produção
A série foi anunciada em fevereiro de 2022, ao mesmo tempo que o início das filmagens, com as contratações de Aitana Ocaña e Miguel Bernardeau, um casal na vida real, como protagonistas. É uma série criada por Anaïs Schaaff, Jordi Calafí e Joaquín Oristrell e composta por 5 episódios dirigidos por Eduard Cortés e Abigail Schaaff. A série, a primeira ficção original do Disney+ para a Espanha, pretende se tornar o reflexo de uma geração que deve amadurecer aos trancos e barrancos e lutar para abrir caminho no que deseja. A data de lançamento para dezembro foi anunciada pela cantora e atriz espanhola Aitana, no dia 18 de setembro, durante um dos shows da segunda parte de sua segunda turnê em Madri. Ela também cantou com exclusividade a música que dá nome à série "La última". Em 18 de outubro de 2022, a Disney+ Espanha anunciou o lançamento da série, que será em 2 de dezembro de 2022, junto com um pôster promocional da série e um mini trailer. A série também estará disponível na América Latina através do Star+ e será lançada no mesmo dia com todos os episódios disponíveis.